# Diadiaphorus
 Diadiaphorus is een geslacht van uitgestorven zoogdieren die leefden in het Vroeg-Mioceen van het huidige Argentinië (Ituzaingó Formation, Pinturas Formation, Chiquimil Formation en Santa Cruz Formations) en Bolivia (Nazareno Formation).

## Beschrijving
Diadiaphorus leek sterk op een paard, maar was slechts ongeveer honderdtwintig centimeter in lichaamslengte met een gewicht van zeventig kilogram, vergelijkbaar met een modern schaap, met lange poten en vier tenen, die gemodificeerd waren door het verlies of verkorting tot een enkele hoef, die de grond raakte. Deze teen had een grote hoef, de twee buitenste tenen waren rudimentair, net zoals die van vroege paarden zoals Merychippus. In tegenstelling tot paarden had Diadiaphorus echter geen gefuseerde ledematen. De dieren hadden een korte en hoge kop met een vrij grote hersenholte.

## Leefwijze
Aan de lage kiezen kon men afleiden dat de dieren geen gras aten, zoals een paard, maar bladeren.

## Vondsten
Resten van deze dieren werden gevonden in Argentinië.